# Seznam občin departmaja Yvelines
Seznam občin departmaja Yvelines zajema 262 občin.

(CAM) Communauté d'agglomération de Mantes en Yvelines, ustanovljena leta 2000.

(CAS) Communauté d'agglomération de Saint-Quentin-en-Yvelines, ustanovljena leta 2004.

| INSEE | Poštna številka | Občina                     |
| ----- | --------------- | -------------------------- |
| 78003 | 78660           | Ablis                      |
| 78005 | 78260           | Achères                    |
| 78006 | 78113           | Adainville                 |
| 78007 | 78240           | Aigremont                  |
| 78009 | 78660           | Allainville                |
| 78010 | 78580           | Les Alluets-le-Roi         |
| 78013 | 78770           | Andelu                     |
| 78015 | 78570           | Andrésy                    |
| 78020 | 78790           | Arnouville-lès-Mantes      |
| 78029 | 78410           | Aubergenville              |
| 78030 | 78610           | Auffargis                  |
| 78031 | 78930           | Auffreville-Brasseuil      |
| 78033 | 78126           | Aulnay-sur-Mauldre         |
| 78034 | 78770           | Auteuil                    |
| 78036 | 78770           | Autouillet                 |
| 78043 | 78870           | Bailly                     |
| 78048 | 78550           | Bazainville                |
| 78049 | 78580           | Bazemont                   |
| 78050 | 78490           | Bazoches-sur-Guyonne       |
| 78053 | 78910           | Béhoust                    |
| 78057 | 78270           | Bennecourt                 |
| 78062 | 78650           | Beynes                     |
| 78068 | 78270           | Blaru                      |
| 78070 | 78930           | Boinville-en-Mantois       |
| 78071 | 78660           | Boinville-le-Gaillard      |
| 78072 | 78200           | Boinvilliers               |
| 78073 | 78390           | Bois-d'Arcy                |
| 78076 | 78910           | Boissets                   |
| 78077 | 78125           | La Boissière-École         |
| 78082 | 78200           | Boissy-Mauvoisin           |
| 78084 | 78490           | Boissy-sans-Avoir          |
| 78087 | 78830           | Bonnelles                  |
| 78089 | 78270           | Bonnières-sur-Seine        |
| 78090 | 78410           | Bouafle                    |
| 78092 | 78380           | Bougival                   |
| 78096 | 78113           | Bourdonné                  |
| 78104 | 78930           | Breuil-Bois-Robert         |
| 78107 | 78980           | Bréval                     |
| 78108 | 78610           | Les Bréviaires             |
| 78113 | 78440           | Brueil-en-Vexin            |
| 78117 | 78530           | Buc                        |
| 78118 | 78200           | Buchelay (CAM)             |
| 78120 | 78830           | Bullion                    |
| 78123 | 78955           | Carrières-sous-Poissy      |
| 78124 | 78420           | Carrières-sur-Seine        |
| 78125 | 78720           | La Celle-les-Bordes        |
| 78126 | 78170           | La Celle-Saint-Cloud       |
| 78128 | 78720           | Cernay-la-Ville            |
| 78133 | 78240           | Chambourcy                 |
| 78138 | 78570           | Chanteloup-les-Vignes      |
| 78140 | 78130           | Chapet                     |
| 78143 | 78117           | Châteaufort                |
| 78146 | 78400           | Chatou                     |
| 78147 | 78270           | Chaufour-lès-Bonnières     |
| 78152 | 78450           | Chavenay                   |
| 78158 | 78150           | Le Chesnay                 |
| 78160 | 78460           | Chevreuse                  |
| 78162 | 78460           | Choisel                    |
| 78163 | 78910           | Civry-la-Forêt             |
| 78164 | 78120           | Clairefontaine-en-Yvelines |
| 78165 | 78340           | Les Clayes-sous-Bois       |
| 78168 | 78310           | Coignières                 |
| 78171 | 78113           | Condé-sur-Vesgre           |
| 78172 | 78700           | Conflans-Sainte-Honorine   |
| 78185 | 78790           | Courgent                   |
| 78188 | 78270           | Cravent                    |
| 78189 | 78121           | Crespières                 |
| 78190 | 78290           | Croissy-sur-Seine          |
| 78192 | 78111           | Dammartin-en-Serve         |
| 78193 | 78720           | Dampierre-en-Yvelines      |
| 78194 | 78550           | Dannemarie                 |
| 78196 | 78810           | Davron                     |
| 78202 | 78440           | Drocourt                   |
| 78206 | 78920           | Ecquevilly                 |
| 78208 | 78990           | Élancourt (CAS)            |
| 78209 | 78125           | Émancé                     |
| 78217 | 78680           | Épône                      |
| 78220 | 78690           | Les Essarts-le-Roi         |
| 78224 | 78620           | L'Étang-la-Ville           |
| 78227 | 78740           | Évecquemont                |
| 78230 | 78410           | La Falaise                 |
| 78231 | 78200           | Favrieux                   |
| 78233 | 78810           | Feucherolles               |
| 78234 | 78200           | Flacourt                   |
| 78236 | 78910           | Flexanville                |
| 78237 | 78790           | Flins-Neuve-Église         |
| 78238 | 78410           | Flins-sur-Seine            |
| 78239 | 78520           | Follainville-Dennemont     |
| 78242 | 78330           | Fontenay-le-Fleury         |
| 78245 | 78200           | Fontenay-Mauvoisin         |
| 78246 | 78440           | Fontenay-Saint-Père        |
| 78251 | 78112           | Fourqueux                  |
| 78255 | 78840           | Freneuse                   |
| 78261 | 78250           | Gaillon-sur-Montcient      |
| 78262 | 78490           | Galluis                    |
| 78263 | 78950           | Gambais                    |
| 78264 | 78490           | Gambaiseuil                |
| 78265 | 78890           | Garancières                |
| 78267 | 78440           | Gargenville                |
| 78269 | 78125           | Gazeran                    |
| 78276 | 78270           | Gommecourt                 |
| 78278 | 78770           | Goupillières               |
| 78281 | 78930           | Goussonville               |
| 78283 | 78113           | Grandchamp                 |
| 78285 | 78550           | Gressey                    |
| 78289 | 78490           | Grosrouvre                 |
| 78290 | 78520           | Guernes                    |
| 78291 | 78930           | Guerville (CAM)            |
| 78296 | 78440           | Guitrancourt               |
| 78297 | 78280           | Guyancourt (CAS)           |
| 78299 | 78250           | Hardricourt                |
| 78300 | 78790           | Hargeville                 |
| 78302 | 78113           | La Hauteville              |
| 78305 | 78580           | Herbeville                 |
| 78307 | 78125           | Hermeray                   |
| 78310 | 78550           | Houdan                     |
| 78311 | 78800           | Houilles                   |
| 78314 | 78440           | Issou                      |
| 78317 | 78440           | Jambville                  |
| 78320 | 78270           | Jeufosse                   |
| 78321 | 78760           | Jouars-Pontchartrain       |
| 78322 | 78350           | Jouy-en-Josas              |
| 78324 | 78200           | Jouy-Mauvoisin             |
| 78325 | 78580           | Jumeauville                |
| 78327 | 78820           | Juziers                    |
| 78329 | 78440           | Lainville-en-Vexin         |
| 78334 | 78320           | Lévis-Saint-Nom            |
| 78335 | 78520           | Limay                      |
| 78337 | 78270           | Limetz-Villez              |
| 78343 | 78350           | Les Loges-en-Josas         |
| 78344 | 78270           | Lommoye                    |

| INSEE | Poštna številka | Občina                       |
| ----- | --------------- | ---------------------------- |
| 78346 | 78980           | Longnes                      |
| 78349 | 78730           | Longvilliers                 |
| 78350 | 78430           | Louveciennes                 |
| 78354 | 78200           | Magnanville (CAM)            |
| 78356 | 78114           | Magny-les-Hameaux (CAS)      |
| 78358 | 78600           | Maisons-Laffitte             |
| 78361 | 78200           | Mantes-la-Jolie (CAM)        |
| 78362 | 78200           | Mantes-la-Ville (CAM)        |
| 78364 | 78770           | Marcq                        |
| 78366 | 78490           | Mareil-le-Guyon              |
| 78367 | 78750           | Mareil-Marly                 |
| 78368 | 78124           | Mareil-sur-Mauldre           |
| 78372 | 78160           | Marly-le-Roi                 |
| 78380 | 78580           | Maule                        |
| 78381 | 78550           | Maulette                     |
| 78382 | 78780           | Maurecourt                   |
| 78383 | 78310           | Maurepas                     |
| 78384 | 78670           | Médan                        |
| 78385 | 78200           | Ménerville                   |
| 78389 | 78490           | Méré                         |
| 78391 | 78270           | Méricourt                    |
| 78396 | 78600           | Le Mesnil-le-Roi             |
| 78397 | 78320           | Le Mesnil-Saint-Denis        |
| 78398 | 78490           | Les Mesnuls                  |
| 78401 | 78250           | Meulan                       |
| 78402 | 78970           | Mézières-sur-Seine           |
| 78403 | 78250           | Mézy-sur-Seine               |
| 78404 | 78940           | Millemont                    |
| 78406 | 78470           | Milon-la-Chapelle            |
| 78407 | 78125           | Mittainville                 |
| 78410 | 78840           | Moisson                      |
| 78413 | 78980           | Mondreville                  |
| 78415 | 78124           | Montainville                 |
| 78416 | 78440           | Montalet-le-Bois             |
| 78417 | 78790           | Montchauvet                  |
| 78418 | 78360           | Montesson                    |
| 78420 | 78490           | Montfort-l'Amaury            |
| 78423 | 78180           | Montigny-le-Bretonneux (CAS) |
| 78431 | 78630           | Morainvilliers               |
| 78437 | 78270           | Mousseaux-sur-Seine          |
| 78439 | 78790           | Mulcent                      |
| 78440 | 78130           | Les Mureaux                  |
| 78442 | 78640           | Neauphle-le-Château          |
| 78443 | 78640           | Neauphle-le-Vieux            |
| 78444 | 78980           | Neauphlette                  |
| 78451 | 78410           | Nézel                        |
| 78455 | 78590           | Noisy-le-Roi                 |
| 78460 | 78250           | Oinville-sur-Montcient       |
| 78464 | 78125           | Orcemont                     |
| 78465 | 78910           | Orgerus                      |
| 78466 | 78630           | Orgeval                      |
| 78470 | 78125           | Orphin                       |
| 78472 | 78660           | Orsonville                   |
| 78474 | 78910           | Orvilliers                   |
| 78475 | 78910           | Osmoy                        |
| 78478 | 78660           | Paray-Douaville              |
| 78481 | 78230           | Le Pecq                      |
| 78484 | 78200           | Perdreauville                |
| 78486 | 78610           | Le Perray-en-Yvelines        |
| 78490 | 78370           | Plaisir                      |
| 78497 | 78125           | Poigny-la-Forêt              |
| 78498 | 78300           | Poissy                       |
| 78499 | 78730           | Ponthévrard                  |
| 78501 | 78440           | Porcheville (CAM)            |
| 78502 | 78560           | Le Port-Marly                |
| 78503 | 78270           | Port-Villez                  |
| 78506 | 78660           | Prunay-en-Yvelines           |
| 78505 | 78910           | Prunay-le-Temple             |
| 78513 | 78940           | La Queue-les-Yvelines        |
| 78516 | 78125           | Raizeux                      |
| 78517 | 78120           | Rambouillet                  |
| 78518 | 78590           | Rennemoulin                  |
| 78520 | 78550           | Richebourg                   |
| 78522 | 78730           | Rochefort-en-Yvelines        |
| 78524 | 78150           | Rocquencourt                 |
| 78528 | 78270           | Rolleboise (CAM)             |
| 78530 | 78790           | Rosay                        |
| 78531 | 78710           | Rosny-sur-Seine (CAM)        |
| 78536 | 78440           | Sailly                       |
| 78537 | 78730           | Saint-Arnoult-en-Yvelines    |
| 78545 | 78210           | Saint-Cyr-l'École            |
| 78569 | 78730           | Sainte-Mesme                 |
| 78548 | 78720           | Saint-Forget                 |
| 78550 | 78640           | Saint-Germain-de-la-Grange   |
| 78551 | 78100           | Saint-Germain-en-Laye        |
| 78557 | 78125           | Saint-Hilarion               |
| 78558 | 78980           | Saint-Illiers-la-Ville       |
| 78559 | 78980           | Saint-Illiers-le-Bois        |
| 78561 | 78470           | Saint-Lambert                |
| 78562 | 78610           | Saint-Léger-en-Yvelines      |
| 78564 | 78660           | Saint-Martin-de-Bréthencourt |
| 78565 | 78790           | Saint-Martin-des-Champs      |
| 78567 | 78520           | Saint-Martin-la-Garenne      |
| 78571 | 78860           | Saint-Nom-la-Bretèche        |
| 78575 | 78470           | Saint-Rémy-lès-Chevreuse     |
| 78576 | 78690           | Saint-Rémy-l'Honoré          |
| 78586 | 78500           | Sartrouville                 |
| 78588 | 78650           | Saulx-Marchais               |
| 78590 | 78720           | Senlisse                     |
| 78591 | 78790           | Septeuil                     |
| 78597 | 78200           | Soindres                     |
| 78601 | 78120           | Sonchamp                     |
| 78605 | 78910           | Tacoignières                 |
| 78606 | 78113           | Le Tartre-Gaudran            |
| 78608 | 78980           | Le Tertre-Saint-Denis        |
| 78609 | 78250           | Tessancourt-sur-Aubette      |
| 78615 | 78850           | Thiverval-Grignon            |
| 78616 | 78770           | Thoiry                       |
| 78618 | 78790           | Tilly                        |
| 78620 | 78117           | Toussus-le-Noble             |
| 78621 | 78190           | Trappes (CAS)                |
| 78623 | 78490           | Le Tremblay-sur-Mauldre      |
| 78624 | 78510           | Triel-sur-Seine              |
| 78638 | 78740           | Vaux-sur-Seine               |
| 78640 | 78140           | Vélizy-Villacoublay          |
| 78642 | 78480           | Verneuil-sur-Seine           |
| 78643 | 78540           | Vernouillet                  |
| 78644 | 78320           | La Verrière (CAS)            |
| 78646 | 78000           | Versailles                   |
| 78647 | 78930           | Vert                         |
| 78650 | 78110           | Le Vésinet                   |
| 78653 | 78490           | Vicq                         |
| 78655 | 78125           | Vieille-Église-en-Yvelines   |
| 78668 | 78270           | La Villeneuve-en-Chevrie     |
| 78672 | 78670           | Villennes-sur-Seine          |
| 78674 | 78450           | Villepreux                   |
| 78677 | 78930           | Villette                     |
| 78681 | 78770           | Villiers-le-Mahieu           |
| 78683 | 78640           | Villiers-Saint-Fréderic      |
| 78686 | 78220           | Viroflay                     |
| 78688 | 78960           | Voisins-le-Bretonneux (CAS)  |